# سفيرير إينغي إينغاسون
سفيرير إينغي إينغاسون (بالآيسلندية: Sverrir Ingi Ingason)‏ (و. 1993  م) هو لاعب كرة القدم، من آيسلندا، ولد في كوبافوغور، شارك في بطولة أمم أوروبا لكرة القدم 2016، وكأس العالم لكرة القدم 2018، يلعب كمُدَافِع.

## روابط خارجية
- سفيرير إينغي إينغاسون على موقع الاتحاد الدولي (مؤرشف)  (الإنجليزية)
- سفيرير إينغي إينغاسون على موقع الاتحاد الأوربي (الإنجليزية)
- سفيرير إينغي إينغاسون على موقع قاعدة بيانات كرة القدم.إي يو (الإنجليزية)
- سفيرير إينغي إينغاسون على موقع ناشيونال فوتبول تيمز (الإنجليزية)
- سفيرير إينغي إينغاسون على موقع Soccerbase.com (لاعب) (الإنجليزية)
- سفيرير إينغي إينغاسون على موقع Soccerway.com (الإنجليزية)
- سفيرير إينغي إينغاسون على موقع AS.com (الإسبانية)